# Gelson (ur. 1999)
Francisco Pedro Mangala znany jako Gelson (ur. 8 lipca 1999) – angolski piłkarz grający na pozycji bramkarza. Jest wychowankiem klubu GD Interclube.

## Kariera klubowa
Swoją karierę piłkarską Gelson rozpoczął w klubie GD Interclube. W 2018 roku zadebiutował w jego barwach w pierwszej lidze angolskiej.

## Kariera reprezentacyjna
W 2024 roku Gelson został powołany do reprezentacji Angoli na Puchar Narodów Afryki 2023. W tym turnieju nie rozegrał żadnego meczu.